# Le Monde perdu (album)
Albums de Daran
L'homme dont les bras sont des branches Endorphine
Le Monde perdu est le huitième album de Daran, sorti le 14 octobre 2014 au Québec et le 3 novembre 2014 en Europe.
Album auto-produit, tout en guitare-voix, et harmonica, on retrouve aux paroles son vieux complice Pierre-Yves Lebert, ainsi qu'un autre habitué, Miossec, pour le titre éponyme. 
Moran, un artiste québécois, avec qui Daran a déjà travaillé, prête sa plume sur le titre L'exil.
Daran reprend aussi sur cet album une ancienne chanson de son album Pêcheur de pierres, Une sorte d'église, réarrangée par Louis-Jean Cormier en 2012.

## Titres
| 1.    | Gens du voyage     | 4:32 |
| 2.    | Gentil             | 4:19 |
| 3.    | Mieux qu'en face   | 5:06 |
| 4.    | Le Monde perdu     | 4:30 |
| 5.    | Des portes         | 4:38 |
| 6.    | Rien ne dit        | 4:55 |
| 7.    | L'Exil             | 3:50 |
| 8.    | Tchernobyl         | 4:53 |
| 9.    | Valentine's Dead   | 3:57 |
| 10.   | Une sorte d'église | 4:56 |
| 11.   | Le Bal des poulets | 7:21 |
| 52:57 |                    |      |